# Carris
Companhia Carris de Ferro de Lisboa E.M, S.A., meglio nota attraverso l'acronimo CCFL o semplicemente come Carris, è un'azienda pubblica portoghese che gestisce gran parte del trasporto pubblico di Lisbona.
Posta inizialmente sotto la sorveglianza prima del Ministero dell'economia e poi del Ministero dell'ambiente e della transizione energetica, l'azienda è interamente controllata a partire dal 2016 dal Consiglio comunale di Lisbona.

## Storia

Carris: tram storico n. 569 sulla linea 28 a Lisbona

L'azienda di trasporto a Lisbona è stata fondata il 18 settembre 1872. Poco dopo un anno, il 17 novembre 1873, si aprì la prima linea tranviaria, anche se l'inaugurazione ufficiale del servizio avvenne solo il 31 agosto 1901. Negli anni seguenti le linee furono
elettrificate e si acquistarono molte motrici tranviarie ad una sola cassa (electricos):
alcune di queste sono state restaurate e preservate ad uso museale o per essere impiegate su percorsi turistici.
I primi autobus risalgono al 1940 e si inaugurò la rete automobilistica il 9 aprile 1944.
Degli ultimi anni sono i tram snodati con pianale parzialmente o totalmente ribassato.

## Attività
Carris gestisce le autolinee, le linee tranviarie, le tre funicolari (Bica, Glória e Lavra) e l'ascensore verticale di Santa Justa di Lisbona. Le funicolari e l'ascensore sono stati dichiarati nel 2002 Monumenti nazionali.
La più estesa tra esse è la rete autobus che si compone di 87 autolinee (delle quali sei notturne) per un'estensione totale di circa 720 chilometri, dei quali 65 in corsia preferenziale. Segue la rete tranviaria che con le sue sei linee si estende per 53 chilometri, dei quali 13 in sede riservata.